# 群力镇
群力镇，是中华人民共和国重庆市潼南区下辖的一个乡镇级行政单位。

## 行政区划
群力镇下辖以下地区：
双堰村、莫家村、天灵村、牵牛村、白兔村、小龙村、马桑村和矮坡村。